# Irina Margareta Nistor

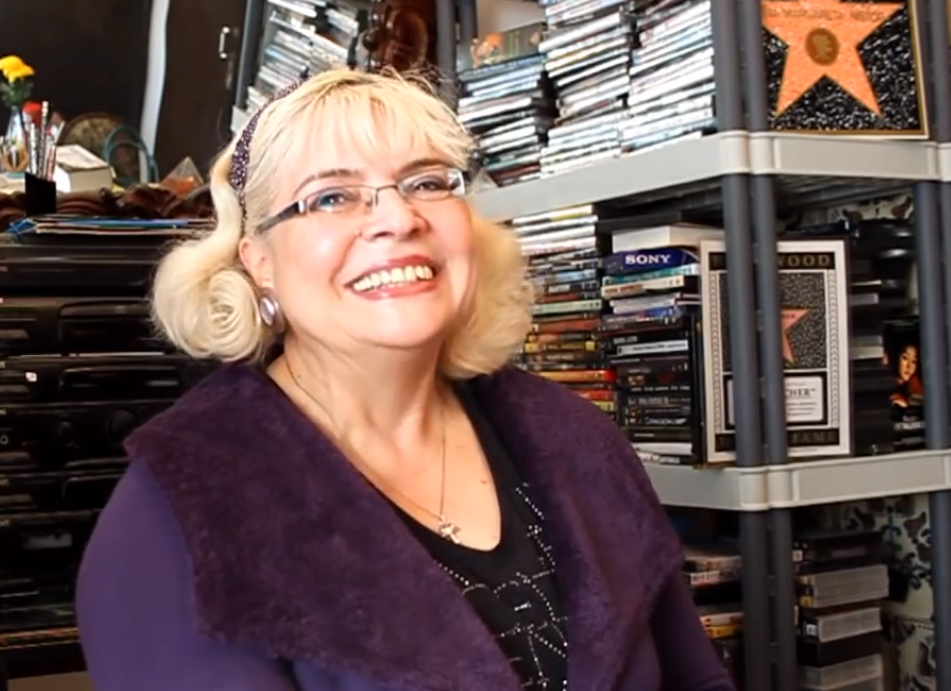
Irina Margareta Nistor (2012)

Irina Margareta Nistor (* 26. März 1957 in Bukarest) ist eine rumänische Übersetzerin und Filmkritikerin.

## Leben
Unter dem kommunistischen Regime, in der Sozialistischen Republik Rumänien, arbeitete sie von 1980 bis 1999 für das rumänische Fernsehen, zunächst als Filmübersetzerin, dann als Programmproduzentin. In den vier Jahren zwischen 1985 und der Rumänische Revolution 1989 synchronisierte sie über 1000 im Ostblock verbotene Filme aus dem Westen, die auf VHS-Kassetten durch den Eisernen Vorhang geschmuggelt worden waren. Während jenes Kalten Krieges verbreiteten sich die Kassetten in ganz Rumänien, wodurch ihre Stimme im ganzen Land an Bekanntheit gewann und sich die Filmkonsumenten fragten, warum alle Filme von derselben Person synchronisiert werden. Ihre Stimme galt manchen Filmkonsumenten deshalb in jener Zeit als die Bekannteste in Rumänien, nach der von Nicolae Ceaușescu.
1993 produzierte sie für TV5 Europe eine einstündige Sendung auf Französisch mit dem Titel „Das rumänische Kino nach 1989“.
Nistor ist weiterhin in der rumänischen Filmindustrie aktiv. 2012 gründete sie das Psychoanalysis and Film Festival unter der Leitung des Psychoanalytikers Andrea Sabbadini, die rumänische Erweiterung des European Psychoanalytic Film Festival unter dem Vorsitz des italienischen Regisseurs Bernardo Bertolucci. Neun Jahre lang moderierte sie wöchentlich The Voice of the Movies, eine einstündige Sonntagssendung auf Radio Guerrilla. 2006 veröffentlichte sie ein Buch über ihren Mentor, den Filmkritiker D.I. Suchianu. Sie war Beraterin des US-amerikanischen Senders Home Box Office und Mitglied der Drehbuchjury bei Filmfinanzierungsverfahren des rumänischen Nationalfonds für Kinematographie.

## Rezeption
Nistor ist in der Dokumentation Chuck Norris und der Kommunismus zu sehen, der von der in London lebenden rumänischen Filmemacherin Ilinca Calugareanu gedreht wurde.